# Pani ca meusa
Szicíliaiul Pani câ meusa (fonetikusan: ˈpaːnɪ kaː ˈmɛʊsa) vagy olaszul panino con la milza (magyarul lépes szendvics) palermói tradicionális ételkülönlegesség: sült borjúbelsőségekkel töltött szendvicsféle.

## Készítése

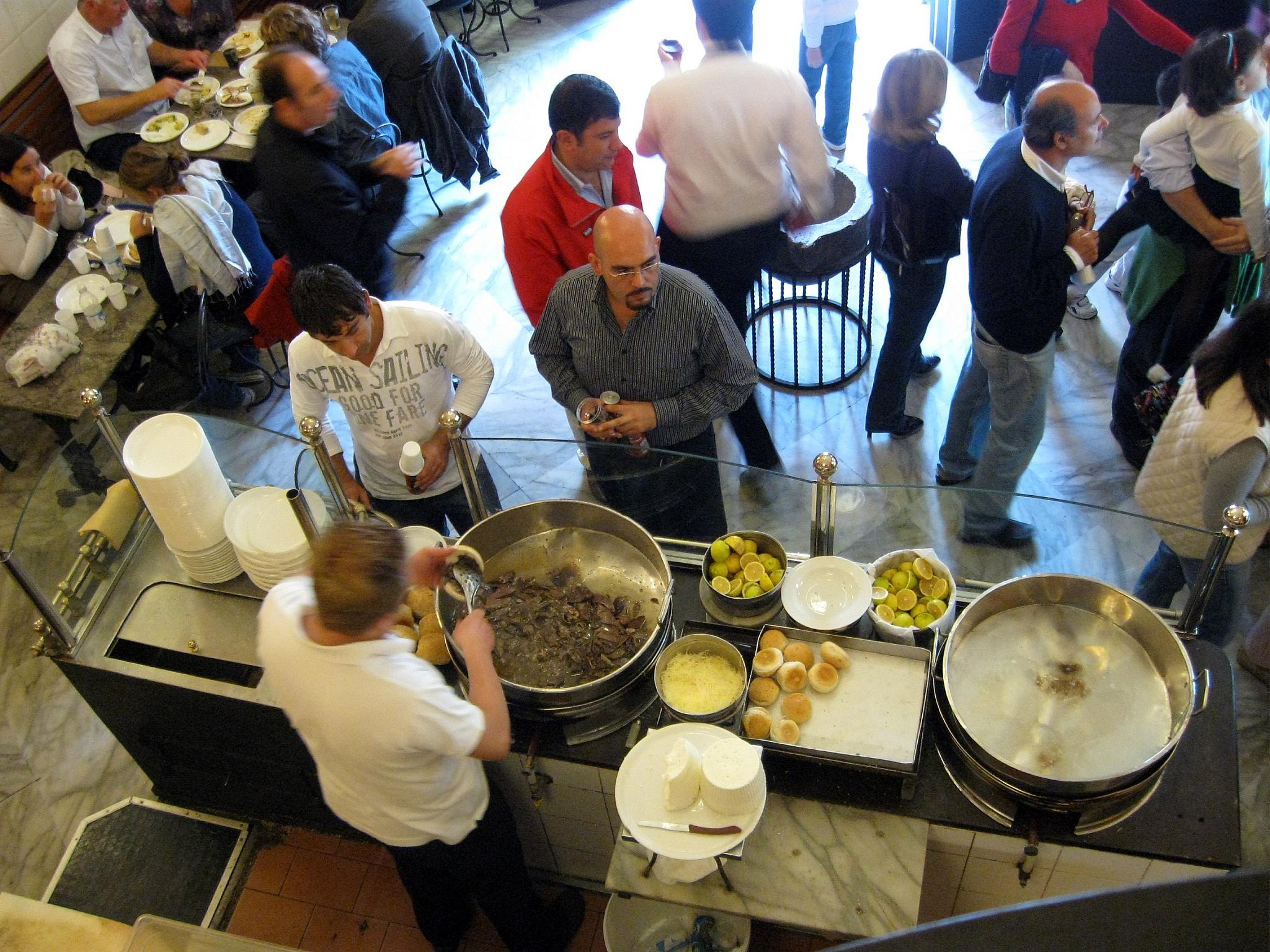
Pani câ meusa árus

Az étel helyben készül puha szezámmaggal megszórt gömbölyű zsemlével, ritkábban a kalácshoz hasonlító mafaldine-val, mely borjú belsőségekkel: léppel, májjal, illetve tüdővel van megtöltve. A belsőségeket egészben főzik meg, illetve párolják, majd keskeny csíkokra szeletelik és szalonnazsíron hosszan sütik. A szendvicsbe a belsőségek mellé reszelt caciocavallo sajtot vagy ricottát tesznek, illetve citromot és borsot. A ricottával készített étel neve maritatu, a sajt, illetve ricotta nélkülié pedig schettu.

## Történet
Az étel története a középkorig vezet vissza, amikor a palermói zsidó kóser mészárosok vallási előírások miatt nem kaphattak kárpótlást a megmaradt belsőségekre, melyeket aztán sajttal együtt zsemlébe töltve értékesítettek tovább. Miután Katolikus Ferdinánd aragóniai és szicíliai király 1492-től erőteljesen üldözni kezdte a zsidókat, a sajtkészítők folytatták ezt a fajta ételkészítést. A belsőségek fogyasztása elterjedt volt Palermóban, különösen azokban a közösségekben, ahol nemesek is éltek és az ő húsfogyasztásuk kapcsán megmaradó vágóhídi selejtet, maradékot is elfogyasztották.
Általában mozgóárusoknál lehet kapni Palermo nagyobb piacain (mint pl. a Vucciria vagy a Ballarò), de már néhány szicíliai ételekre specializált olasz csemegeüzletekben, illetve street food fesztiválokon is kapható.

## Fordítás
- Ez a szócikk részben vagy egészben  a   pani ca meusa című olasz Wikipédia-szócikk fordításán alapul.  Az eredeti cikk szerkesztőit annak laptörténete sorolja fel. Ez a jelzés csupán a megfogalmazás eredetét és a szerzői jogokat jelzi, nem szolgál a cikkben szereplő információk forrásmegjelöléseként.
- Ez a szócikk részben vagy egészben  a   Pani câ meusa című angol Wikipédia-szócikk fordításán alapul.  Az eredeti cikk szerkesztőit annak laptörténete sorolja fel. Ez a jelzés csupán a megfogalmazás eredetét és a szerzői jogokat jelzi, nem szolgál a cikkben szereplő információk forrásmegjelöléseként.